# Jean-Pierre Gontard
Jean-Pierre Gontard (* 14. September 1941 in Frankreich) ist ein französischer Diplomat.

## Leben
Gontard war Professor am Hochschulinstitut für internationale Studien und Entwicklung (IHEID) der Universität Genf. Danach war er Abgesandter des Eidgenössischen Departements für auswärtige Angelegenheiten (EDA). 
2001 vermittelte er zwischen FARC und der kolumbianischen Regierung im bewaffneten Konflikt in Kolumbien. Im Sommer 2008 geriet die Vermittlerrolle von Gontard, der gemäß von kolumbianischen Nachrichtendiensten aufgefangenen E-Mails jegliche Distanz zur FARC vermissen ließ, in die Kritik. Die angebliche Lösegeldzahlung an die Rebellen zur Freilassung von verschleppten Schweizer Novartis-Mitarbeitern führte zu einer Untersuchung gegen ihn durch das kolumbianische Justizministerium. Er stand unter dem Verdacht, im Jahr 2001 bei der Übergabe von 500.000 Dollar Lösegeld an die FARC in Costa Rica beteiligt gewesen zu sein. 
In einer Filmdokumentation des Westschweizer Fernsehens TSR wurden die Vorwürfe dementiert.